# عزلة الكولة (الحديدة)

تعديل مصدري - تعديل

عزلة الكولة هي إحدى عزل مديرية جبل راس في محافظة الحديدة اليمنية ويبلغ تعداد سكانها 770 نسمة حسب التعداد السكاني في اليمن لعام 2004.

## روابط خارجية
- الجهاز المركزي للإحصاء بالجمهورية اليمنية
- المركز الوطني للمعلومات باليمن
- World Gazetteer:Yemen
- الدليل الشامل